# バグダード国際空港

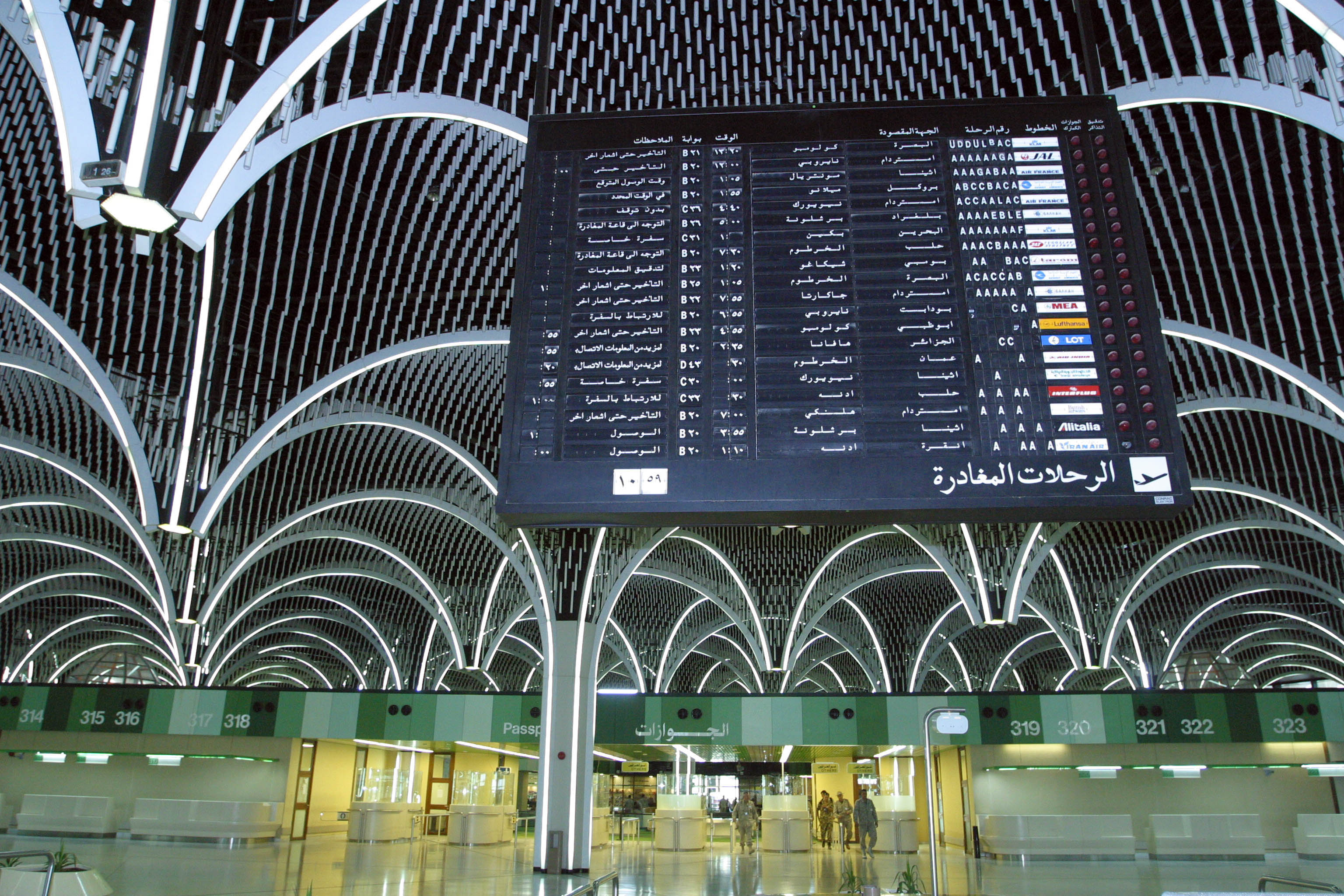
ターミナルビル内部

バグダード国際空港（バグダードこくさいくうこう、阿: مطار بغداد الدولي、英: Baghdad International Airport、IATA空港コード：BGW、ICAO空港コード：ORBI）は、イラクの首都、バグダードにある国際空港である。イラク戦争以前は当時の大統領サッダーム・フセインにちなみ「サッダーム国際空港（Saddam International Airport）」の名称であった（旧IATA空港コード：SDA、旧ICAO空港コード：ORBS）。

## 歴史

### 開港〜1991年
1979年から1982年にかけて、フランス企業の技術支援の元に、約9億アメリカドル以上の費用で建設された。多数のボーディングブリッジを装備し、ボーイング747型機などの大型旅客機の就航が可能で、民軍共用で年間750万人の乗降客を扱える能力を持っていた。着工当時に大統領に就任したフセインの名前を取り、「サッダーム国際空港」と命名された。
当時の3つの乗降ゲート名は、それぞれバビロン、サマラ、ニネヴェというイラクに栄えた古代都市の名が当てられていたが、現在では単純にA、B、Cとなっている。VIPターミナルも併設されており、フセイン大統領が外国からの要人等を出迎える際に使われた。
イラクのフラッグ・キャリアであるイラク航空の本拠地ハブ空港として使われ、かつてはアジア各国やヨーロッパ、アフリカへの定期便が数多く発着していた。また、日本航空や大韓航空も1980年代まで成田、ソウルから欧州へ向かう際、当時はソ連領内であったシベリア上空を通過することが不可能であったことから、南回りの欧州線の経由地としてカラチと共に利用していた。そのためイラク航空、日航、パンナムが成田から乗り入れていた時代には、多くの日本人が訪れていた。
1986年12月25日、バグダード発アンマン行きのイラク航空163便（ボーイング737）がハイジャックされ、その後サウジアラビアで墜落、63人の死者を出した。
1987年11月29日、バグダード発アブダビ・バンコク経由ソウル行きの大韓航空858便（ボーイング707）が、北朝鮮の工作員が仕掛けた時限爆弾により空中で爆破、乗客乗員115人全員が死亡した（大韓航空機爆破事件）。

### 1991年〜2003年
1991年の湾岸戦争の際にイラクが受諾した停戦決議「国連決議687」により、一旦ほとんどの民間航空事業は停止された。英米による航空禁止区域の設定により、イラク航空は限定期間のみ国内線を運航するにとどまった。国際線については、医療品や国際援助従事者、政府官僚などのチャーター機によって使用されるのみであった。
なおこの頃より、イラク航空が所有するものの国際線の運航が停止されている上に、部品の輸入ができずに使用停止を余儀なくされたボーイング747-SP型機やボーイング727型機の多くが空港内に放置されることになる。

### イラク戦争中
2003年3月に開戦したイラク戦争においては、同年4月3日にアメリカ軍がバグダード侵攻の直前にこの空港を占領。空港を支配下に置いた後、「サッダーム国際空港」から「バグダード国際空港」に改称した。
2003年中頃にはアメリカ軍兵士約1万人の駐在基地となり、バーガーキングなどの食料供給等を行った。また「ボブ・ホープ食堂施設」が設置され、2003年11月27日にはエアフォースワンに搭乗したジョージ・W・ブッシュ大統領が突然訪れた。またブッシュ大統領は2007年9月にも予告無しにバクダードを訪問している。
なお、空港に設置されたアメリカ軍施設は2004年に撤収され、その後は空港の再開に向け、「サッダーム」の表示は「バグダード」に置き換えられ、肖像画の類はすべて取り外された。現在も改修が進行中である。

### 2004年 - 2019年
2004年8月25日に公式的に民間航空事業が開始され、イラクのフラッグ・キャリアとして復活したイラク航空とロイヤルヨルダン航空が国内外への定期便を就航させたほか、DHLが民間運輸業を開始した。なお、民間航空事業開始前の2003年11月22日には、DHLのエアバスA300F貨物機が地対空ミサイルで攻撃された（DHL貨物便撃墜事件）。
しかし現在でもイラクの民兵による攻撃も継続している。特に、空港とバグダード市中心部を結ぶ道路は「ルート・アイリッシュ」と呼ばれ、イラク戦争の終戦直後は世界で最も危険な道路と言われていた。なお、現在は厳重な警備体制が整えられているため、攻撃されるケースは珍しくなっている。また、ターミナルビルはイラク兵及びグルカ兵により警備されている。
イラクの石油開発本格化への期待からビジネス客が増加し、ターキッシュ エアラインズ、ガルフエア、ミドルイースト航空、エティハド航空、エミレーツ航空などが次々と就航している。

### 2020年 -
2020年1月3日、バグダード国際空港攻撃事件が発生。イスラム革命防衛隊の司令官、ガーセム・ソレイマーニーらがロケット弾で暗殺された。

## 就航航空会社と就航都市

### 旅客便
| 航空会社                                                | 就航地 |
| ------------------------------------------------------- | --- |
| イラク航空                                              | 東アジア:広州、北京/首都 東南アジア:クアラルンプール 南アジア:アフマダーバード、カラチ、デリー、ムンバイ 西アジア:バクー 中東:アルビール、アンマン、アンカラ、アンタルヤ、イスタンブール/アタテュルク、イスタンブール/サビハ・ギョクチェン、エスファハーン、ガズィアンテプ、クウェート、ケルマーン、スレイマニヤ、テヘラン/エマーム・ホメイニー、ドバイ/国際、ナジャフ、ナーシリーヤ、バスラ、ベイルート、マシュハド 西欧:マンチェスター、ロンドン/ガトウィック 東欧:キーウ/ボルィースピリ、モスクワ/ヴヌーコヴォ 中欧:デュッセルドルフ、フランクフルト、ベルリン/テーゲル 北欧:コペンハーゲン、ストックホルム/アーランダ 北アフリカ:カイロ、シャルム・エル・シェイク |
| フライバグダード                                        | アルビール、アンマン、アンカラ、イスタンブール/アタテュルク、イスタンブール/サビハ・ギョクチェン、ダマスカス、ベイルート |
| フライアルビール                                        | 東欧:キーウ/ジュリャーヌィ 北欧:ストックホルム/アーランダ |
| エミレーツ航空                                          | ドバイ/国際 |
| フライドバイ                                            | ドバイ/国際 |
| エア・アラビア                                          | シャールジャ |
| イラン航空                                              | エスファハーン、ケルマーン、ザーヘダーン、サーリー、タブリーズ、テヘラン/エマーム・ホメイニー、マシュハド、ラシュト |
| イラン・アーセマーン航空                                | テヘラン/エマーム・ホメイニー |
| カスピアン航空                                          | ケルマーンシャー、テヘラン/エマーム・ホメイニー、マシュハド |
| ATA航空                                                 | アルダビール、ゴルガーン、タブリーズ、テヘラン/エマーム・ホメイニー |
| ゲシュム航空                                            | エスファハーン、テヘラン/エマーム・ホメイニー |
| マーハーン航空                                          | シーラーズ、テヘラン/エマーム・ホメイニー |
| ターバーン航空                                          | エスファハーン |
| ザグロス航空                                            | テヘラン/エマーム・ホメイニー 季節運航:ゴルガーン |
| カタール航空                                            | ドーハ |
| サウディア                                              | ジッダ |
| フライナス                                              | ジッダ、マディーナ、リヤド |
| シリア・アラブ航空                                      | ダマスカス |
| シャーム・ウィングス航空                                | ダマスカス |
| フライダマス                                            | ダマスカス |
| ターキッシュ エアラインズ                               | アンタルヤ、イスタンブール/サビハ・ギョクチェン、イスタンブール/新 |
| オヌル航空                                              | イスタンブール/アタテュルク |
| アトラスグローバル                                      | イスタンブール/アタテュルク 季節運航:アンタルヤ |
| ペガサス航空                                            | イスタンブール/サビハ・ギョクチェン |
| ガルフ・エア                                            | バーレーン |
| ロイヤル・ヨルダン航空                                  | アンマン |
| ヨルダン・アビエーション                                | アンマン |
| ミドル・イースト航空                                    | ベイルート |
| Template:Republic of Armenia アルメニア・エアカンパニー | エレバン |
| エジプト航空                                            | カイロ |
| ナイル航空                                              | カイロ |

### 貨物便
| 航空会社                          | 就航地                      |
| --------------------------------- | --------------------------- |
| クリック・エアウェイズ            | アルビール、シャールジャ    |
| エティハド・カーゴ                | アブダビ                    |
| RUSアヴィエーション               | シャールジャ                |
| ターキッシュ エアラインズ・カーゴ | イスタンブール/アタテュルク |
| SNAS/DHL                          | バーレーン                  |
| フィッツエア                      | ドバイ/国際                 |
| シルクウェイ航空                  | バクー                      |
| コイン・エアウェイズ              | ドバイ/国際                 |
| エジプト航空カーゴ                | カイロ                      |